# Bruno Leingkone

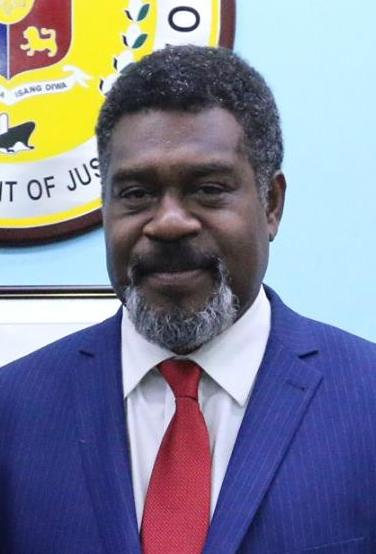
Bruno Leingkone, 2016

Bruno Tao Leingkone (* 22. Oktober 1968 auf Ambrym) ist ein vanuatuischer Politiker, der seit 2012 für die National Unity Party (NUP) Mitglied im Parlament von Vanuatu ist. Er bekleidete verschiedene Ministerposten und war unter anderem zwischen 2016 und 2017 Außenminister des Inselstaates. Seit 2022 ist er Bildungsminister.

## Leben
Bruno Tao Leingkone absolvierte nach dem zwölfjährigen Besuch eines Lycée und dem Erwerb des Baccalauréat ein Studium als Buchhalter am Vanuatu Institute of Technology (INTV). Danach war er Buchhalter bei HEBRIDA Ltd. in Port Vila sowie als Journalist, Programmmanager und schließlich als stellvertretender Geschäftsführer bei der Vanuatu Broadcasting & Television Corporation (VBTC) tätig. Ferner war er Rechtsberater beim stellvertretenden Premierminister und Handelsminister.
Bei der Parlamentswahl 30. Oktober 2012 kandidierte er für die National United Party (NUP) und es gelang ihm, sich in seinem Wahlkreis Ambrym durchzusetzen und damit erstmals in das Parlament von Vanuatu einzuziehen. Er war zeitweilig Parlamentarischer Sekretär beim Minister für Finanzen und wirtschaftliche Verwaltung. Bei der darauffolgenden Wahl am 22. Januar 2016 konnte er sein Mandat behaupten. 
Am 11. Februar 2016 wurde er im Kabinett von Premierminister Charlot Salwai Außenminister und Minister für Außenhandel. Diesen Posten bekleidete er bis zum 19. Dezember 2017. In seiner Funktion als Außenminister nahm er den Gold Award beim Crans Montana Forum im März 2016 in Ad-Dakhla, Westsahara, für den Kampf Vanuatus gegen den Klimawandel entgegen. Am 5. September 2019 übernahm er im Kabinett Salwai die Posten als Planungsminister und Minister für die Anpassung an den Klimawandel und hatte diese bis zum 20. April 2020 inne.
Bei der Wahl am 19./20. März 2020 wurde Leingkone im Wahlkreis Ambrym für die National United Party wieder zum Mitglied des Parlaments gewählt. Daraufhin blieb er in dem am 20. April 2020 gebildeten Kabinett von Premierminister Bob Loughman Weibur weiterhin Planungsminister und Minister für die Anpassung an den Klimawandel und behielt diese bis zum 4. November 2022. Zugleich war er 2022 zeitweise Gesundheitsminister. Im Kabinett von Premierminister Ishmael Kalsakau wurde er am 4. November 2022 zum Bildungsminister ernannt.